# Kasiodor
Flavij Magnus Avrelij Kasiodor Senator (latinsko Flavius Magnus Aurelius Cassiodorus Senator), rimski učenjak, zgodovinar, državnik, duhovnik, menih in pisec, * 490, Scylletium, Bruttium, Ostrogotsko kraljestvo, sedaj Squillace, južna Italija, † okoli 585, samostan Vivarij pri Scylletiumu (danes Squillace). 
Kasiodorjeva družina je bila verjetno sirskega porekla. Senator je bil njegov priimek in ne družbeni položaj. Bil je Boetijev učenec in državnik ostrogotskega kralja Teodorika Velikega (454-526). Za zgodovino je izrednega pomena njegovo delo Variae. Gre za obsežno zbirko pisem in dekretov.